# 2645 Дафна Плейн
2645 Дафна Плейн (2645 Daphne Plane) — астероїд головного поясу, відкритий 30 серпня 1976 року.
Тіссеранів параметр щодо Юпітера — 3,485.